# Nanorana maculosa
Nanorana maculosa es una especie de anfibio anuro de la familia Dicroglossidae. Es endémica de la provincia de Yunnan, China. Se encuentra entre los 1800 y los 2600 m s. n. m. Se encuentra amenazada de extinción por el exceso de caza para consumo humano.